# 八坂入姬命
八坂入姬命（八坂入媛），日本第十二代景行天皇的皇后，八坂入彥命的長女。她在播磨稻日大郎姬皇后逝世後被立為皇后。成務天皇即位，尊為皇太后。

## 入宮緣由
八阪入媛有個妹妹，名曰弟媛。景行天皇遊幸美濃，聽聞弟媛美貌，便想要納她入宮，來到弟媛家中。但是弟媛避不見面，景行天皇便想了一個辦法：在自己居住的泳宮池子裡放養鯉魚，每天賞玩。弟媛偷偷前來觀賞時便遇上了等候的景行天皇，景行天皇留住弟媛並寵幸了她。弟媛對於入宮為妃這件事十分不樂意，說：「我性情不善待人接物，而且姿容鄙陋，不能入宮。我有一個姊姊名叫八阪入媛，容貌秀麗，操行貞潔，比較適合入宮。」景行天皇便納了八阪入媛為妃。

## 子女
她生了7个男孩和6个女孩：成務天皇、五百城入彥皇子、忍之別皇子、稚倭根子皇子、大酢別皇子、渟熨斗皇女、渟名城皇女、五百城入姬皇女、麛依姬皇女、五十狹城彥皇子、吉備凶彥皇子、高城入姬皇女、弟姬皇女。

## 相關
《日本書紀》

## 來源
【大日本史卷之七十九 列傳第一 后妃一（页面存档备份，存于）】
| 前任： 播磨稻日大郎姬 | 日本皇后 1926年—1989年 | 繼任： 神功皇后 |